# Black River (Connecticut River)
Der Black River ist ein rechter Nebenfluss des Connecticut River im Windsor County des US-Bundesstaats Vermont.
Der Black River hat seinen Ursprung in dem kleinen Stausee Black Pond in der Town of Plymouth. Er fließt anfangs in südlicher Richtung. 
Mehrere kleinere Stauseen liegen an seinem Oberlauf: Amherst Lake, Echo Lake und Lake Rescue. Die Vermont State Route 100 folgt dem Oberlauf bis nach Ludlow. Dort wendet sich der Black River nach Osten. Die Vermont State Route 103 und später die Vermont State Route 131 verlaufen entlang dem Fluss. Der Black River passiert die Orte Proctorsville und Cavendish. Später ändert der Fluss seine Richtung nach Süden. Er passiert den Ort Perkinsville, durchfließt das North Springfield Reservoir und fließt an North Springfield vorbei. Die Vermont State Route 106 folgt dem Fluss bis nach Springfield. Die letzten Kilometer bis zu seiner Mündung begleitet die Vermont State Route 11 den Black River. Er mündet schließlich gegenüber dem Fort at Number 4 in den Connecticut River.
Der Black River hat eine Länge von 65 km. Sein Einzugsgebiet umfasst 517 km². 

## Wasserkraftanlagen
Am Black River liegen mehrere Wasserkraftwerke. Das östlich von Cavendish gelegene Wasserkraftwerk Cavendish ist seit 1907 in Betrieb.
Mehrere Wasserkraftanlagen mit zugehörigen Dämmen (Fellows Dam, Gilman Dam, Comtu Falls, Lovejoy Dam), die aus der Zeit Anfang des 20. Jahrhunderts stammen, befinden sich im Zentrum von Springfield.
Wasserkraftanlagen in Abstromrichtung:
| Name        | Leistung in MW | Anzahl Turbinen | Lage | Betreiber                           |
| ----------- | -------------- | --------------- | ---- | ----------------------------------- |
| Cavendish   | 1,7            | 3               | (⊙)  | Central Vermont Public Service Corp |
| Fellows Dam | 0,15           |                 | (⊙)  | Town of Springfield VT              |
| Gilman Dam  | 0,13           |                 | (⊙)  | Factory Falls Corp                  |
| Comtu Falls | 0,46           |                 | (⊙)  | Comtu Falls Corp                    |
| Lovejoy Dam | 0,15           | 2               | (⊙)  | Lovejoy Tool Company                |